# تاج ماوری
تاج دیتون ماوری (انگلیسی: Tahj Dayton Mowry؛ زادۀ ۱۷ مۀ ۱۹۸۶) بازیگر و خواننده آمریکایی است.

## گزیدۀ فیلم‌شناسی
- پیشتازان فضا: وویجر (۱۹۹۶)
- فرندز (۱۹۹۶)
- کیم پاسیبل (۲۰۰۵)
- زندگی سوئیت زک و کودی (۲۰۰۶)
- کدبانوهای وامانده (۲۰۰۷)
- کارمان تمام شده؟ (۲۰۰۷)
- بابای بچه (۲۰۱۷–۲۰۱۲)
- زمان من (۲۰۲۲)